# Sòlid (moneda)
|  | No s'ha de confondre amb besant (moneda). |

El sòlid és una unitat de moneda.

## Sòlid romà d'Orient
El sòlid romà d'Orient va ser una moneda d'or creada per l'emperador Constantí I el Gran (324-337), que va substituir l'antic aureus. Rep també el nom de nomisma i bezant. El seu pes és d'aproximadament 4,5 g, amb un diàmetre de 22 mm i una llei de fi o puresa de 0,900.
El sòlid té dues fraccions: el semis, equivalent a ½ sòlid, i el tremís, equivalent a 1/3 de sòlid. En llatí el plural de sòlid (solidus) és solidi.
Amb la creació del sòlid romà d'Orient, Constantí I va iniciar una reforma monetària que va permetre estabilitzar l'economia de l'Imperi Romà que es trobava en crisi per l'elevada inflació, el que indubtablement va assolir, transformant-se en la base de l'economia de l'Imperi Romà d'Orient. El sòlid va mantenir un valor constant a Occident fins al segle ix, i en Orient es va utilitzar fins al segle xi com a moneda de canvi en el comerç internacional. El seu prestigi es basava en la permanència del seu pes i la seua puresa.
Els primers sòlids (solidi) duien la imatge de l'emperador Constantí I en l'anvers o cara principal, i alguna al·legoria pagana romana en el revers, que va ser reemplaçada després que el cristianisme fos instituïda com la religió oficial de l'Imperi Romà (313) per una imatge de la creu grega o un àngel.
Durant el regnat de l'emperador Justinià II (685-695 i 705-711) les imatges dels emperadors van ser encunyades en el revers, i una representació de Crist en la cara principal. L'encunyació del sòlid va ser interrompuda per l'emperador Aleix Comnè (1081-1118), i va ser reemplaçada per una nova moneda de major puresa dita perpra.

## El dinar omeia
El califa omeia Abd al-Malik ibn Marwan va encunyar entre els anys 691 i 692 una moneda dita dinar, que tenia les mateixes característiques de puresa i pes del sòlid romà d'Orient, fet que aguditzà el conflicte polític, religiós i militar existent entre l'Imperi Romà d'Orient i el califat Omeya. Si bé el conflicte entre ambdós poders va continuar, el califa va disposar en l'any 697 que el dinar duguera encunyats versos de l'Alcorà en ambdues cares.

## El sou romà d'Orient
Carlemany es va veure davant d'una gran varietat de divises al començament del seu regnat. Per corregir els problemes que aquestes diverses divises van causar, va estandarditzar un sistema basat en la lliura tornesa, una moneda d'argent dividida en vint sous (solidus) i cada un d'aquests en dotze diners.